# Veitchia
Veitchia es un género con ocho especies de plantas con flores perteneciente a la familia  de las palmeras (Arecaceae).  

## Distribución y hábitat
Crecen en las selvas tropicales.  La gama del género se extiende desde las Filipinas,  Nueva Caledonia y Fiyi, a través de Vanuatu. Estas especies tropicales son capaces de soportar breves períodos de congelación (-2 °C), pero no se aclimatan en las regiones templadas. 

## Descripción
Los estipites son delgados y solitarios alcanzado los 6 a 30 metros de altura. Las hojas son pinnadas y con pecíolos cortos y grandes segmentos. La inflorescencia tiene flores masculinas y femeninas.  Después de la fertilización, las flores femeninas producen frutos ovoides. de 3 a 4 cm  de color rojo brillante. Los frutos maduran en invierno, de ahí el nombre "Palma Navidad".

## Taxonomía
El género fue descrito por H.Wendl. in B.Seemann  y publicado en Flora Vitiensis 270. 1868.
Etimología
Veitchia: nombre genérico otorgado en honor de James Veitch (1792-1863), famoso horticultor británico.

## Especies
- Veitchia arecina Becc. (1921).
- Veitchia filifera (H.Wendl.) H.E.Moore (1957).
- Veitchia joannis H.Wendl. in B.Seemann (1868).
- Veitchia metiti Becc. (1921).
- Veitchia merrillii Becc. H.E.Moore[4][5]
- Veitchia simulans H.E.Moore (1957).
- Veitchia spiralis H.Wendl. in B.Seemann (1868).
- Veitchia vitiensis (H.Wendl.) H.E.Moore (1957).
- Veitchia winin H.E.Moore (1957).